# Іванівська сільська рада (Петриківський район)
| Іванівська сільська рада — колишній орган місцевого самоврядування у Петриківському районі Дніпропетровської області з адміністративним центром у с. Іванівка. Сільській раді були підпорядковані населені пункти: - с. Іванівка - с. Гречане - с. Клешнівка - с. Куліші - с. Радсело |

## Склад ради
Рада складалася з 14 депутатів та голови.

## Керівний склад сільської ради
| ПІБ                      | Основні відомості                                   | Дата обрання | Дата звільнення |
| ------------------------ | --------------------------------------------------- | ------------ | --------------- |
| Негода Геннадій Іванович | Сільський голова, 1973 року народження, освіта вища | 25.10.2015   |                 |
|                          |                                                     |              |                 |

Примітка: таблиця складена за даними джерела